# قهرمانی شطرنج سریع جهان

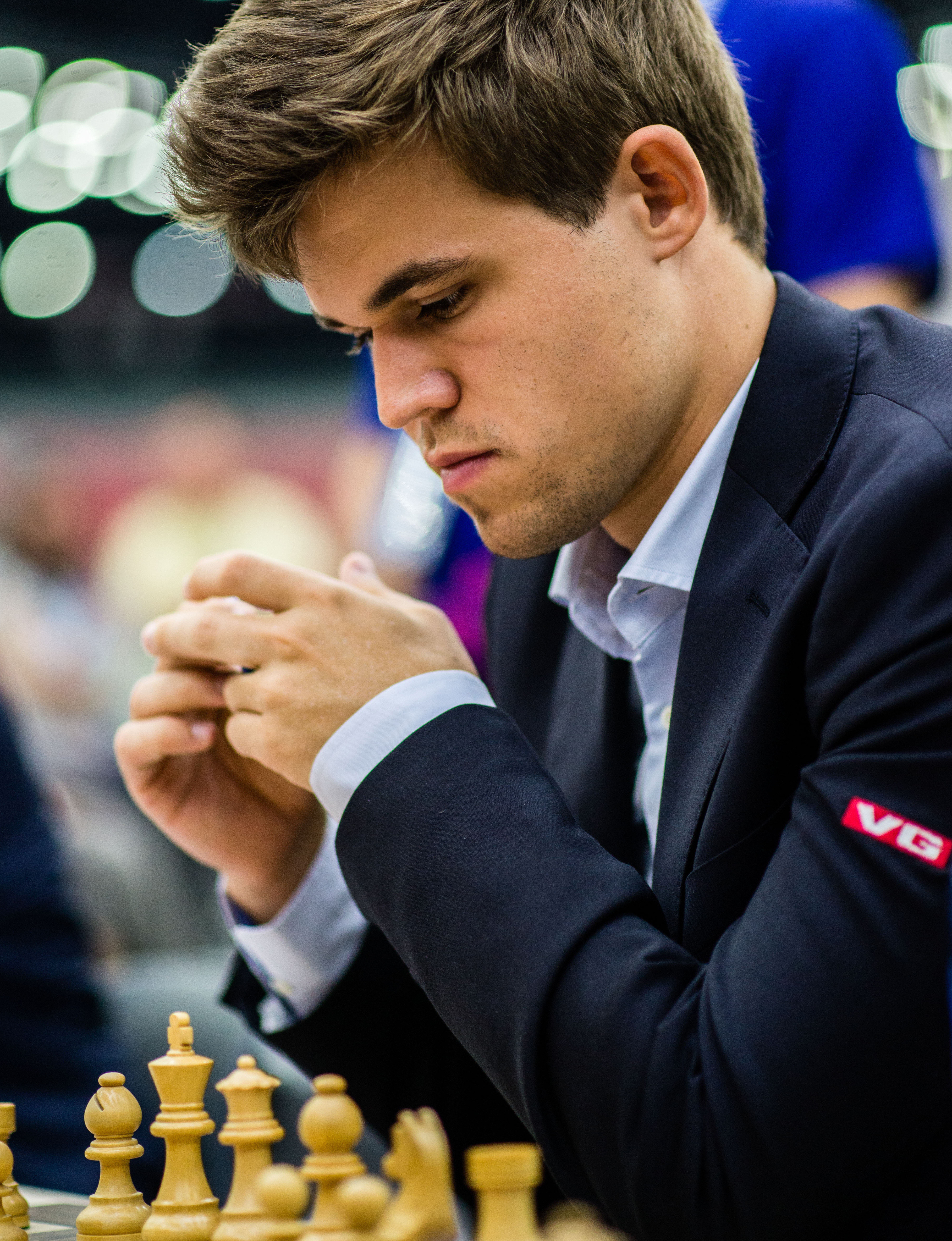
مگنوس کارلسن، قهرمان فعلی شطرنج سرعتی جهان.

مسابقات قهرمانی شطرنج سریع جهان یک تورنمنت شطرنج است که برای تعیین قهرمان جهان در شطرنج که تحت کنترل زمان سریع باشد، برگزار می‌شود. قبل از سال ۲۰۱۲، فیده چنین عنوانی را به تعداد محدودی از تورنمنت‌ها اعطا می‌کرد، به طوری که تورنمنت‌های غیر فیده سالانه یک قهرمان سریع جهان را برای خود معرفی می‌کردند. از سال ۲۰۱۲، فیده یک تورنمنت مشترک سالانه شطرنج سریع و برق آسا برگزار کرده و آن را به عنوان مسابقات جهانی شطرنج سریع و بلیتز معرفی کرده است. فیده همچنین مسابقات جهانی شطرنج سریع و بلیتز زنان را جداگانه برگزار می‌کند. قهرمان فعلی شطرنج سرعتی جهان، استاد بزرگ مگنوس کارلسن است. آناستازیا بودناروک از روسیه قهرمان فعلی شطرنج سرعتی زنان جهان است. کارلسن پنج بار در این رویداد به قهرمانی رسیده است و رکورددار است.

## کنترل‌های زمان
مفهوم شطرنج سریع (که پیشتر «شطرنج فعال» نامیده می‌شد) اولین بار در یک نشست کنگره فیده در سال ۱۹۸۷ میلادی، در سویا، اسپانیا به رسمیت شناخته شد. در طول مسابقات جهانی شطرنج فعال در آن سال و بعد از آن، زمان کنترل ۳۰ دقیقه برای هر بازیکن در هر بازی تعیین شد. در سال ۱۹۹۳، به دنبال جدایی از فیده، قهرمان جهان، گری کاسپاروف، نسخه کمی سریعتر از شطرنج فعال را سازماندهی کرد و آن را «شطرنج سریع» نامید. انجمن حرفه‌ای شطرنج، مسابقات موازی و رقیب با فیده، متعاقباً دو دوره جایزه بزرگ شطرنج سریع را قبل از فولدینگ در سال ۱۹۹۶ ترتیب داد. تحت کنترل زمان سریع شطرنج، به هر بازیکن ۲۵ دقیقه با ۱۰ ثانیه اضافی پس از هر حرکت اجازه داده شد. فیده از این کنترل‌های زمان و نام «شطرنج سریع» برای مسابقات قهرمانی شطرنج سریع جهانی فیده در سال ۲۰۰۳ که در کپ داگد برگزار شد، دوباره استفاده کرد. در طول جام جهانی ۲۰۱۳، از این کنترل‌های زمان برای مراحل سریع تساوی‌شکن نیز استفاده شد.
در سال ۲۰۱۲، فیده مسابقات جهانی شطرنج سریع و بلیتز را افتتاح کرد. کنترل زمان فعلی برای قهرمانی سریع ۱۵ دقیقه برای هر بازیکن با افزایش ۱۰ ثانیه تنظیم شده است.

## رویدادهای شناخته شده توسط فیده
قبل از سال ۲۰۱۲، فیده به‌طور پراکنده مسابقات قهرمانی شطرنج سریع جهان را تصویب کرد. اولین مسابقه رسمی سریع در سال ۱۹۸۷ برگزار شد، زمانی که گری کاسپاروف، قهرمان وقت جهان، با نایجل شورت در «چالش شطرنج سرعتی لندن داکلندز» در هیپودروم لندن روبرو شد و او را شکست داد. کاسپاروف با چهار برد، دو باخت و بدون تساوی در شش بازی، پیروز این مسابقه شد.

### مسابقات جهانی شطرنج سریع و بلیتز (از سال ۲۰۱۲)
در ۳۱ مه ۲۰۱۲، فیده افتتاحیه مسابقات جهانی سریع و بلیتز را اعلام کرد که قرار شد از ۱ تا ۱۱ ژوئیه در آستانه، قزاقستان برگزار شود. تورنمنت ۲۰۱۲ شامل یک دور مقدماتی بود که به دنبال آن مسابقات سریع و برق آسا به‌طور متوالی طی پنج روز برگزار می‌شد. به منظور افزایش تعداد بینندگان، کنترل زمان به جای استاندارد ۲۵ دقیقه قبلی، ۱۵ دقیقه برای هر بازیکن تعیین شد. این مسابقات در ابتدا به عنوان یک تورنمنت رفت و برگشت شانزده نفره طراحی شده بود. ده بازیکن برتر لیست رده‌بندی فیده، سه مدال آور مسابقات مقدماتی و سه نامزد وایلد کارت توسط کمیته سازمان و فیده دعوت شدند.
از آن زمان این سبک به مسابقات سوئیسی با بیش از صد استاد بزرگ تغییر یافته است. به سه نفر اول جدول رده‌بندی، به ترتیب مدال‌های طلا، نقره و برنز تعلق می‌گیرد. روش‌های مختلفی برای حل مشکل تساوی استفاده شده است و در سال ۲۰۱۶ منجر به این شد که هر سه مدال‌آور در امتیاز ۱۱/۱۵ مساوی شدند و قهرمان با مقایسه میانگین امتیاز حریفان هر بازیکن مشخص شد. از سال ۲۰۱۷ به بعد، در صورت تساوی دو یا چند بازیکن در امتیاز برای مقام اول، یک مسابقه تساوی‌شکن برگزار می‌شود. فقط دو بازیکن می‌توانند در این مسابقه شرکت کنند، حتی اگر سه بازیکن یا بیشتر از نظر امتیاز برای مقام اول مساوی باشند. این موضوع باعث ایجاد جنجال در نسخه ۲۰۲۱ شد که در آن چهار بازیکن هر کدام با امتیاز ۹٫۵/۱۳ در صدر مسابقات قرار داشتند. مسابقه تساوی‌شکن برای مدال‌های طلا و نقره فقط بین نادربیگ عبدالستارف و یان نپومنیاشی برگزار شد؛ بنابراین، مگنوس کارلسن، مدافع عنوان قهرمانی، و فابیانو کاروانا، علیرغم داشتن امتیازی مشابه با قهرمان، نتوانستند در فرصت قهرمانی شرکت کنند. کارلسن این نتیجه را «احمقانه» نامید و خواستار تغییرات شد.